# カール・ドルノ

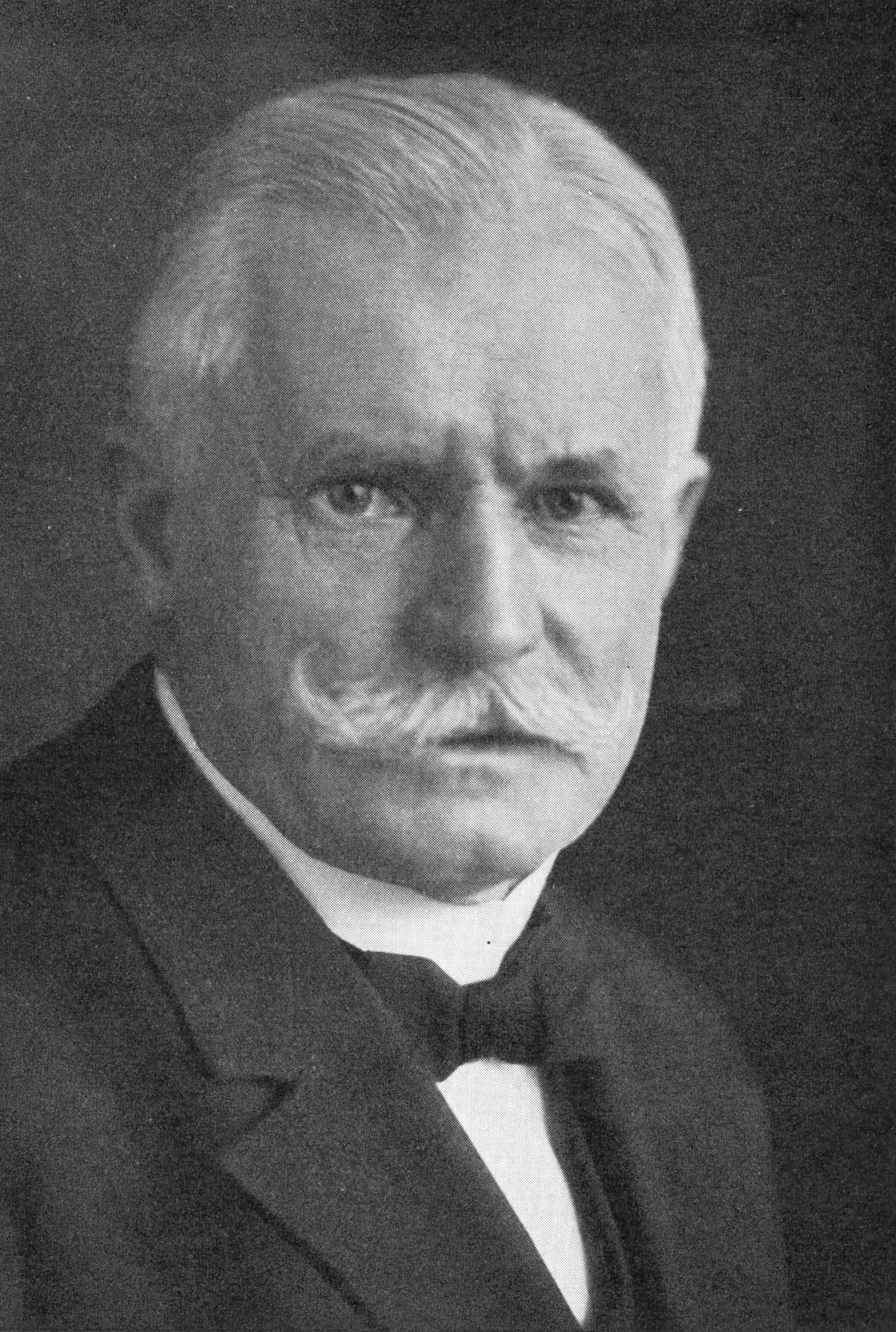
Carl Wilhelm Max Dorno

カール・ヴィルヘルム・マックス・ドルノ（Carl Wilhelm Max Dorno, 1865年8月3日 - 1942年4月22日）は、ドイツの科学者。気候が健康におよぼす影響についての研究を行い、スイスのダボスに生理気象観測所（Physikalisch-Meteorlogisches Observatorium Davos）を設立した。
ケーニヒスベルク（現：ロシア領カリーニングラード）に生まれた。同地で学び、1904年に化学の博士号を得た。同年に娘の結核の療養のためにダボスに移ると、人間の健康と気象の関係に興味を持ち、1907年に生理気象観測所を設立した。紫外線の健康に対する影響などを研究した。ビタミンDの生成に効果のある波長300ナノメートル付近の紫外線（UV-B線）はドルノ線と呼ばれる。